# Free the Nipple
Free the Nipple è un film del 2014 diretto da Lina Esco.

## Trama
Un esercito di donne lancia una rivoluzione per "liberare il capezzolo" e depenalizzare il topless femminile. Il movimento viene sostenuto da avvocati del Primo Emendamento, installazioni di graffiti e acrobazie pubblicitarie nazionali, fino ad invadere New York in segno di protesta contro le ipocrisie della censura e promuovere l'uguaglianza di genere legalmente e culturalmente negli Stati Uniti.